# 봉제인간
봉제인간은 대한민국의 인디 록 밴드이다. 2022년 파라솔 및 술탄 오브 더 디스코의 멤버 지윤해, 혁오의 멤버 임현제, 장기하와 얼굴들의 멤버 전일준이 중심이 되어 결성되었다. 2022년 결성하자 마자 펜타포트 락 페스티벌, DMZ 피스트레인 뮤직 페스티벌 등에 공연을 서면서 주목받았다. 2023년 첫 정규 음반 12가지 말들을 발매했다.

## 음반 목록

### 정규 음반
- 12가지 말들 (2023)